# Jishuv kehilati
Jishuv kehilati (hebreiska: יישוב קהילתי, ordagrant "gemenskapsort") är en slags by i Israel. Medan en vanlig stad i Israel låter vem som helst köpa egendom, så kan invånarna i en jishuv kehilati istället lägga in veto vid försäljningen av ett hus eller en verksamhet till en oönskad köpare. Via denna urvalsprocess bibehåller samhället sin särart, som kan vara uppbyggd på exempelvis ideologisk eller religiös grund, genom att säkerställa att bara likasinnade flyttar in.
En jishuv kehilati skiljer sig genom sin icke-socialistiska natur från de andra sorternas bebyggelse på den israeliska landsbygden, kibbutz och moshav. Istället har de en mycket begränsad ekonomisk samordning mellan sina invånare, och de flesta invånare arbetar utanför gemenskapsorten.
Varje jishuv kehilati består av hundratals familjer.